# Liên họ Đuôi cứng
Liên họ Đuôi cứng (danh pháp khoa học: Certhioidea) là một liên họ thuộc phân thứ bộ Sẻ (Passerida) bao gồm tiêu liêu và các họ hàng. Năm 2004, Cracraft và các đồng nghiệp đã đề xuất một nhánh gồm bốn họ bị loại bỏ khỏi liên họ Lâm oanh (Sylvioidea).

## Phân loại
Vào năm 2019, Carl Oliveros và các đồng nghiệp đã công bố một nghiên cứu phát sinh chủng loại phân tử lớn về các loài thuộc bộ Sẻ, bao gồm các loài từ năm họ thuộc liên họ Certhioidea. Các loài đuôi cứng đốm (chi Salpornis) ở đây được bao gồm trong họ Certhiidae. Trong ấn bản thứ tư của Howard and Moore Complete Checklist of the Birds of the World, Edward Dickinson và Leslie Christidis đã đặt chúng trong họ Salpornithidae.

|  | Certhiidae – đuôi cứng                                                                 |
|  |                                                                                        |
|  | \| \| Polioptilidae – đớp muỗi \| \| \| \| \| \| Troglodytidae – tiêu liêu \| \| \| \| |
|  |                                                                                        |
|  | Polioptilidae – đớp muỗi                                                               |
|  |                                                                                        |
|  | Troglodytidae – tiêu liêu                                                              |
|  |                                                                                        |

|  | Polioptilidae – đớp muỗi  |
|  |                           |
|  | Troglodytidae – tiêu liêu |
|  |                           |

|  | Certhiidae – đuôi cứng                                                                 |
|  |                                                                                        |
|  | \| \| Polioptilidae – đớp muỗi \| \| \| \| \| \| Troglodytidae – tiêu liêu \| \| \| \| |
|  |                                                                                        |
|  | Polioptilidae – đớp muỗi                                                               |
|  |                                                                                        |
|  | Troglodytidae – tiêu liêu                                                              |
|  |                                                                                        |

|  | Polioptilidae – đớp muỗi  |
|  |                           |
|  | Troglodytidae – tiêu liêu |
|  |                           |

|  | Certhiidae – đuôi cứng                                                                 |
|  |                                                                                        |
|  | \| \| Polioptilidae – đớp muỗi \| \| \| \| \| \| Troglodytidae – tiêu liêu \| \| \| \| |
|  |                                                                                        |
|  | Polioptilidae – đớp muỗi                                                               |
|  |                                                                                        |
|  | Troglodytidae – tiêu liêu                                                              |
|  |                                                                                        |

|  | Polioptilidae – đớp muỗi  |
|  |                           |
|  | Troglodytidae – tiêu liêu |
|  |                           |

|  | Certhiidae – đuôi cứng                                                                 |
|  |                                                                                        |
|  | \| \| Polioptilidae – đớp muỗi \| \| \| \| \| \| Troglodytidae – tiêu liêu \| \| \| \| |
|  |                                                                                        |
|  | Polioptilidae – đớp muỗi                                                               |
|  |                                                                                        |
|  | Troglodytidae – tiêu liêu                                                              |
|  |                                                                                        |

|  | Polioptilidae – đớp muỗi  |
|  |                           |
|  | Troglodytidae – tiêu liêu |
|  |                           |